# Giuseppe Mastini
 (juillet 2017).
Giuseppe Mastini, né le 6 février 1960 à Bergame est un criminel italien. 
Il a été condamné à l'emprisonnement à perpétuité en 1989 à la suite d'une série de fusillades et d'enlèvements effectués à Rome dans la nuit du 23 mars 1987.

## Biographie
Analphabète,, Mastini déménage à Rome avec ses parents à l'âge de dix ans, résidant dans une caravane. Il fréquente les jeunes de la Tiburtino et se distingue déjà à 11 ans pour un vol et un échange de tirs avec la police qui le laissera boiteux.

### Premier meurtre
Le soir du 28 décembre 1975, avec Marco Giorgio, il cherche à voler Vittorio Bigi, le conducteur du tram, volant dix mille lires et une montre ; cependant, quelque chose se passe mal et les deux voleurs ont tiré deux coups de pistolet, tuant le pilote et cachant le cadavre. Il fut retrouvé une semaine plus tard, le 6 janvier 1976, dans la pelouse, de la Via delle Messi d'oro (zona Tiburtina). Le témoignage d'un chauffeur de taxi a amené en l'espace de quelques jours, à l'arrestation de deux mineurs sur des accusations de meurtre, de vol aggravé et de port illégal d'armes à feu.

### Évasion et nouvelles accusations de meurtre
Condamné à quinze ans de prison, en février 1987 Mastini bénéficie d'une autorisation de sortie de quelques jours pour bonne conduite, mais il ne reviendra pas en prison pour y purger sa peine, il s'échappe et passe dans la clandestinité. Signalé pour une série de vols, il est reconnu sur une photo prise par la femme de Paolo Buratti, le consul italien en Belgique, tué dans sa villa à Sacrofano par un coup de pistolet, alors qu'il tentait de résister à un vol. Pendant ce temps, Mastini fait la rencontre de Zaira Pochetti, fille d'un pêcheur de Passoscuro, qui réside à Rome dans un collège religieux comme étudiante à la faculté de sciences politiques à l'Université de La Sapienza.

### Procès
Dans le procès tenu en 1989, il est condamné à la prison à vie pour tous ses crimes, à l'exception de l'assassinat de Sacrofano, en raison de l'insuffisance des éléments de preuve.